# Barycnemis dissimilis
Barycnemis dissimilis är en stekelart som först beskrevs av Johann Ludwig Christian Gravenhorst 1829.  Barycnemis dissimilis ingår i släktet Barycnemis och familjen brokparasitsteklar. Arten är reproducerande i Sverige. Inga underarter finns listade.